# Elecciones presidenciales de Estados Unidos de 1860
Las elecciones presidenciales de Estados Unidos de 1860 fue la decimonovena elección presidencial cuadrienal para elegir al presidente y al vicepresidente de los Estados Unidos. La elección se llevó a cabo el martes 6 de noviembre de 1860. En una competencia a cuatro bandas, el boleto del Partido Republicano de Abraham Lincoln y Hannibal Hamlin salió triunfante. La elección de Lincoln sirvió como el principal catalizador de la guerra civil estadounidense.

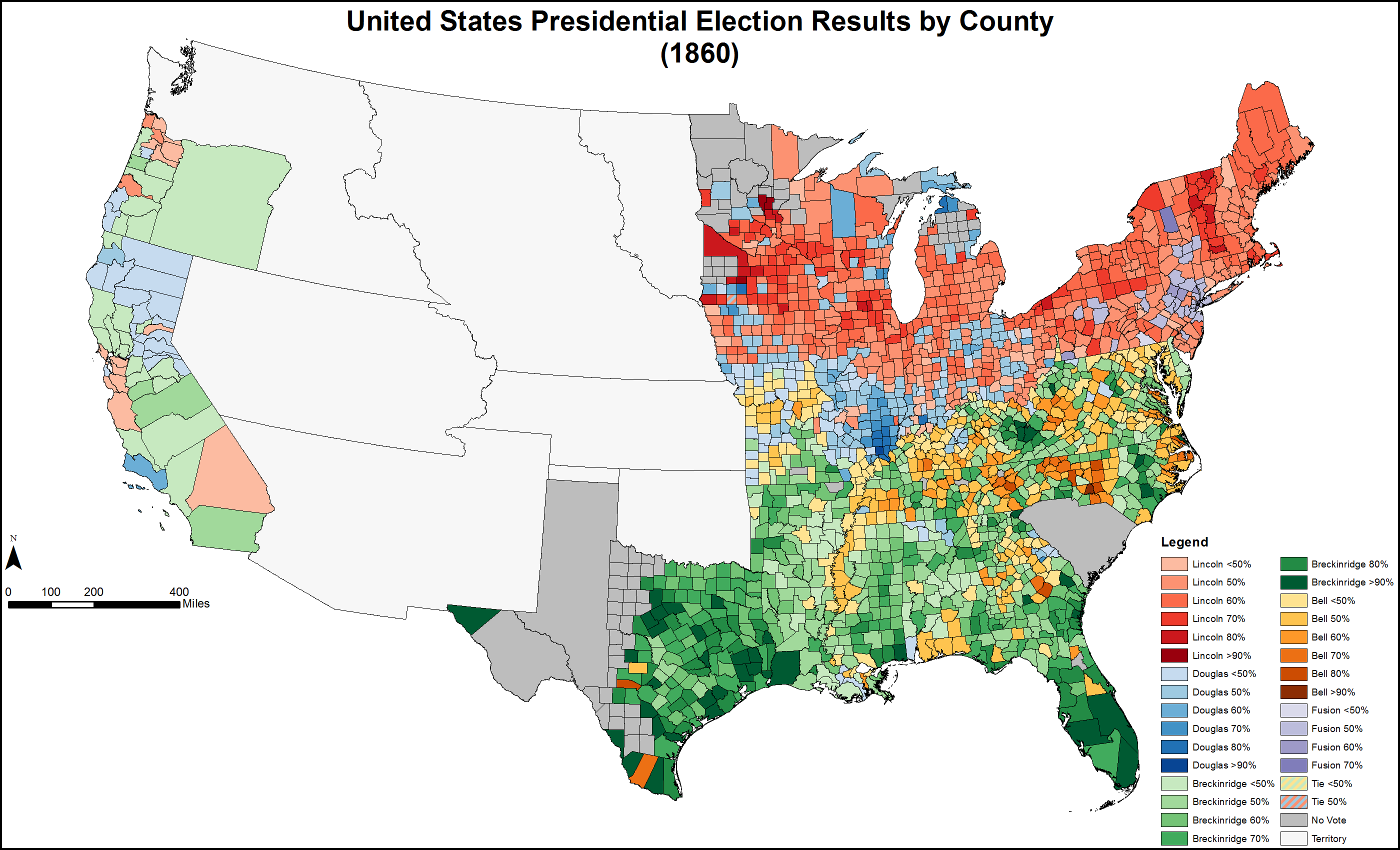
Los resultados de las elecciones por condados: en rojo los ganados por Lincoln, en azul los del demócrata norteño Douglas, en verde los del demócrata sureño Breckinridge, en amarillo los del unionista Bell y en violeta los de la candidatura Bell-Douglas-Breckinridge. La tonalidad del color de cada condado depende del porcentaje obtenido por el candidato ganador: cuanto mayor sea el porcentaje, más obscuro será el color.

Los Estados Unidos se habían dividido cada vez más durante la década de 1850 por desacuerdos con respecto a la extensión de la esclavitud en los nuevos territorios incorporados. El presidente James Buchanan, al igual que su predecesor Franklin Pierce, era un demócrata del norte con simpatías por el sur. Durante la segunda mitad de la década de 1850, el Partido Republicano antiesclavitud se convirtió en una fuerza política importante a raíz de la Ley Kansas-Nebraska y la decisión de la Corte Suprema en el caso de 1857 de Dred Scott v. Sandford. En 1860, el Partido Republicano había reemplazado al difunto Partido Whig como la principal oposición a los Demócratas. Un grupo de antiguos Whigs y Know Nothings formaron el Partido de la Unión Constitucional, que buscaba evitar la secesión dejando de lado el tema de la esclavitud.
La Convención Nacional Republicana de 1860 nominó a Lincoln, un moderado excongresista de Illinois, como su abanderado. La plataforma del Partido Republicano prometió no interferir con la esclavitud en los estados, pero se opuso a una mayor extensión de la esclavitud en los territorios. La primera Convención Nacional Demócrata de 1860 se suspendió sin acordar un candidato, pero una segunda convención nominó al Senador Stephen A. Douglas de Illinois para presidente. El apoyo de Douglas al concepto de soberanía popular, que exigía que cada territorio individual decidiera sobre el estado de la esclavitud,alineó a muchos demócratas del sur. Los demócratas del sur, con el apoyo del presidente Buchanan, celebraron su propia convención y nominaron al vicepresidente John C. Breckinridge de Kentucky para presidente. La Convención de la Unión Constitucional de 1860 nominó un boleto dirigido por el exsenador John C. Bell de Tennessee.
A pesar del apoyo mínimo en el sur, Lincoln ganó una pluralidad del voto popular y una mayoría del voto electoral. Las divisiones entre los oponentes de los republicanos no fueron en sí mismas decisivas para asegurar la captura republicana de la Casa Blanca, ya que Lincoln recibió mayorías absolutas en los estados que se combinaron para la mayoría de los votos electorales. El principal oponente de Lincoln en el Norte fue Douglas, que terminó segundo en varios estados y en el voto popular, pero solo ganó el estado esclavista de Misuri y tres electores del estado libre de Nueva Jersey. Bell ganó tres estados del Alto Sur: Virginia, Kentucky y Tennessee, mientras que Breckinridge barrió el resto del sur. La elección de Lincoln condujo a la secesión de varios estados del sur, y la Guerra Civil comenzaría con la Batalla de Fort Sumter.
La elección fue la primera de seis victorias consecutivas para el Partido Republicano. Desde estas elecciones de 1860 el bipartidismo demócrata-republicano ha dominado por entero la política estadounidense hasta nuestros días. Estas elecciones fueron las primeras de las que participaron dos nuevos estados: Oregón y Minnesota, recién incorporados a la Unión. Debido a ello, por primera vez en unas elecciones los trece estados originales que fundaron Estados Unidos sumaron menos del 50 % de los votos electorales.

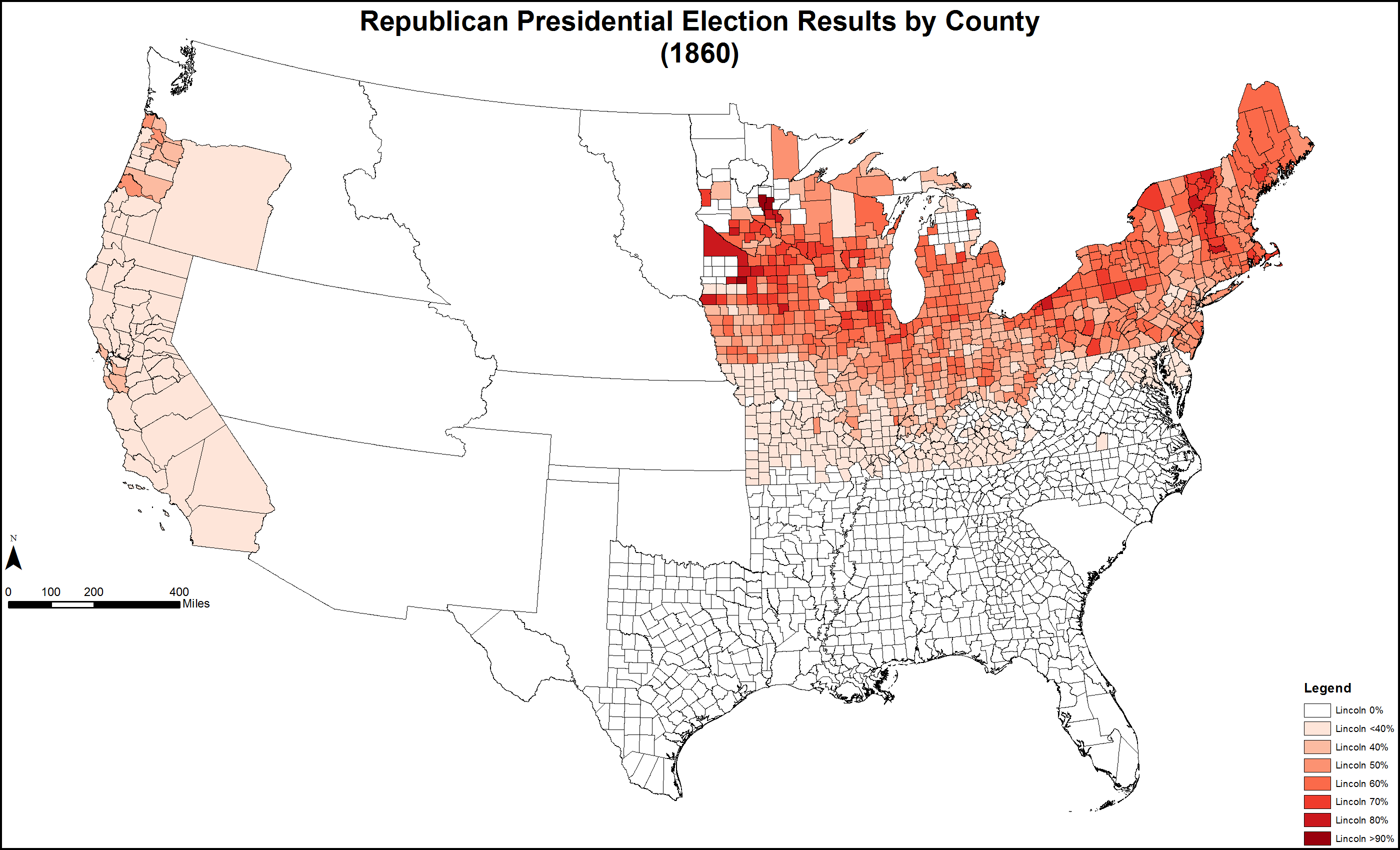
Mapa de los resultados del Partido Republicano por condados.

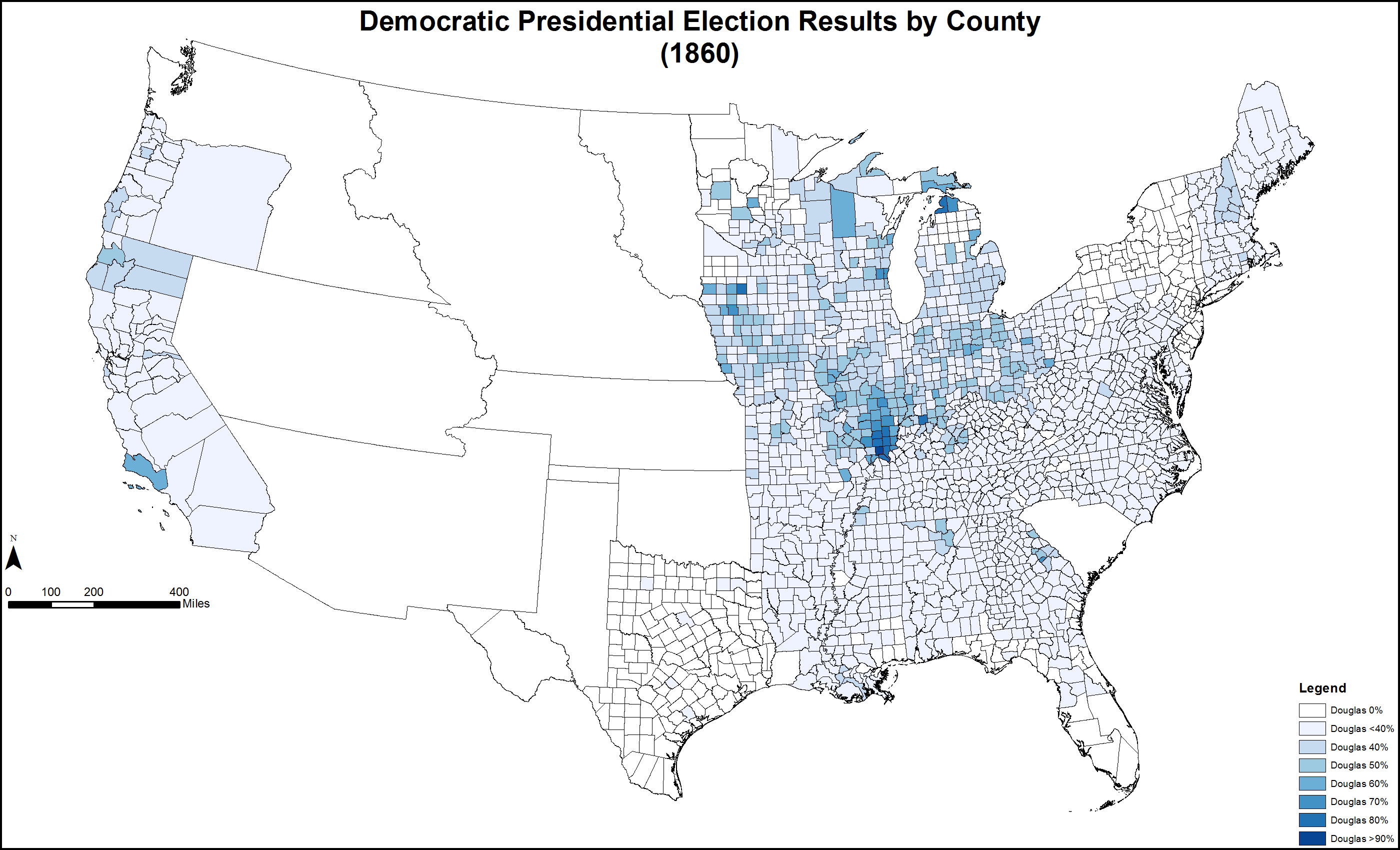
Mapa de los resultados del Partido Demócrata del norte (Douglas) por condados.

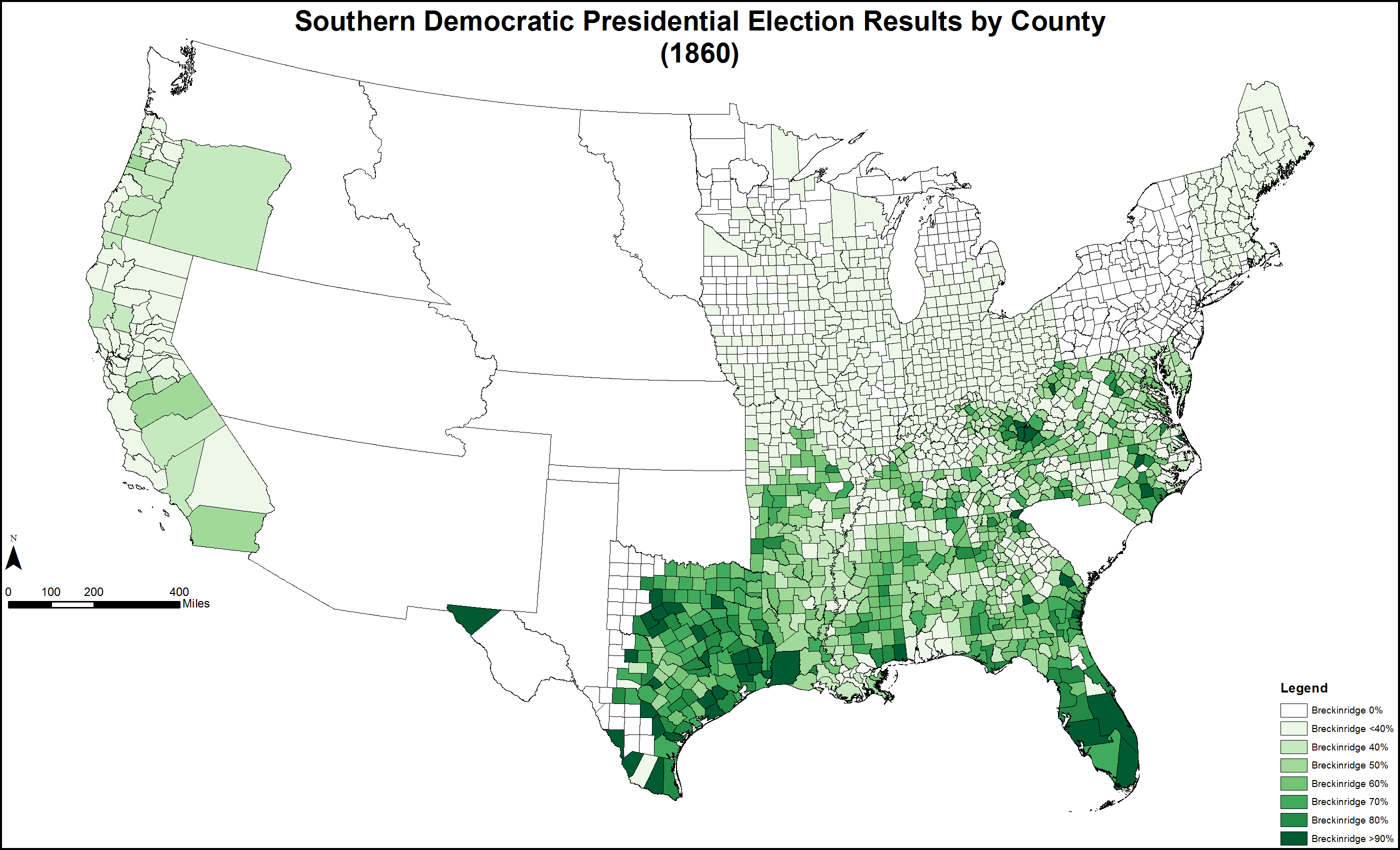
Mapa de los resultados del Partido Demócrata del sur (Breckinridge) por condados.

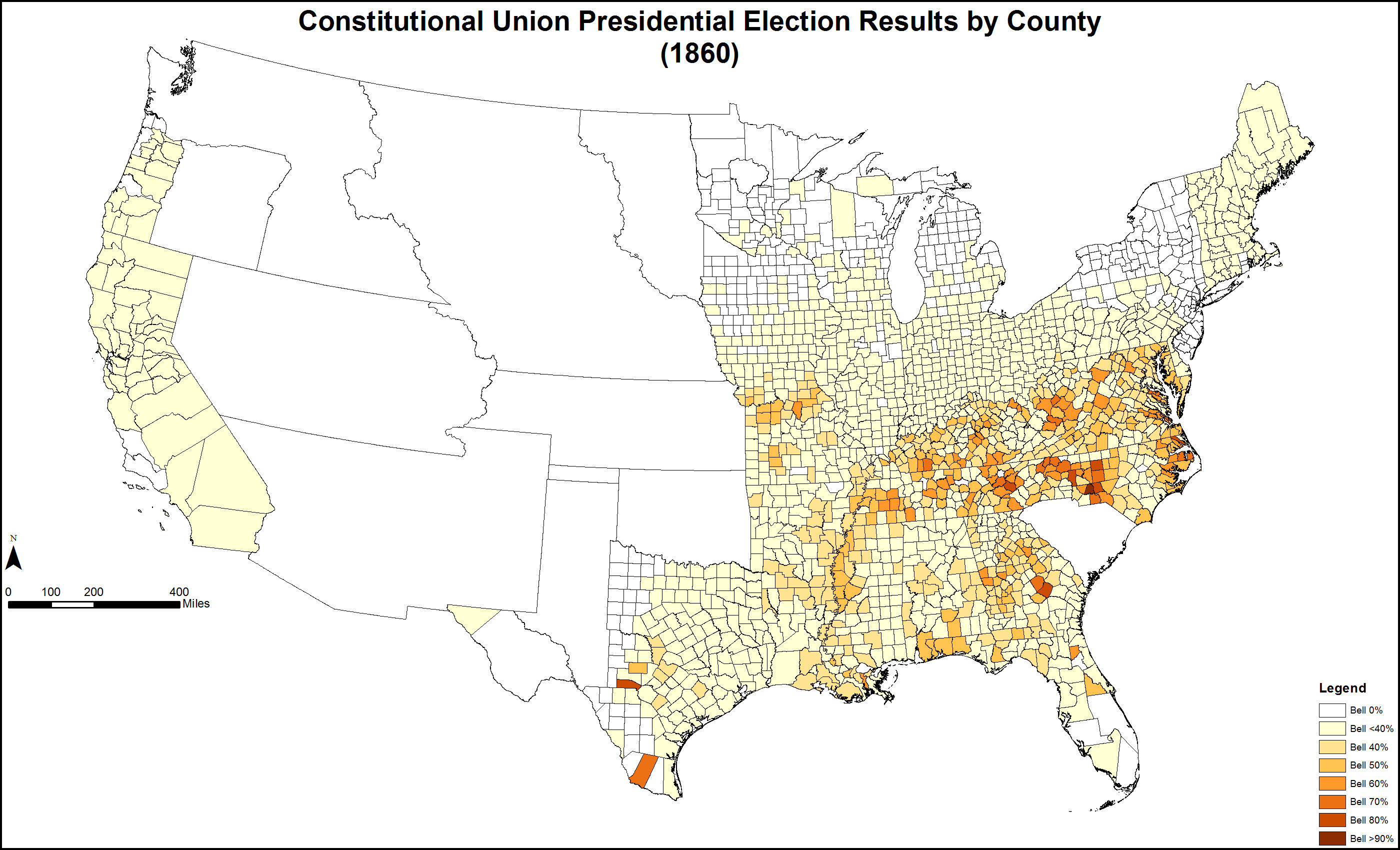
Mapa de los resultados del Partido de la Unión Constitucional por condados.

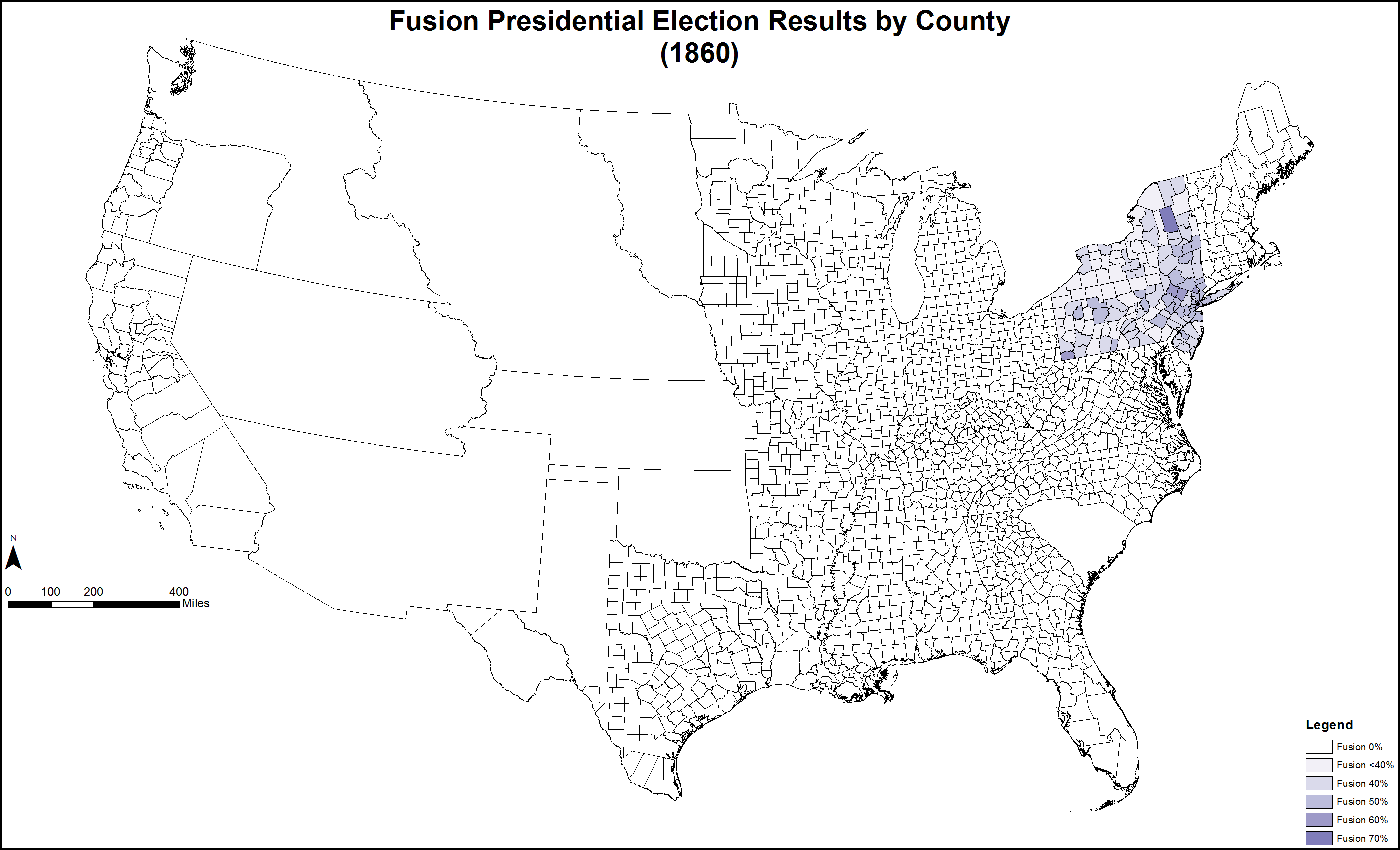
Mapa de los resultados de la candidatura conjunta anti-Lincoln por condados en los cuatro estados -Nueva York, Nueva Jersey, Pensilvania y Rhode Island- en que Douglas, Bell y Breckinridge se presentaron juntos.